# Крушение поезда под Суккуром
Крушение поезда под Суккуром — железнодорожная катастрофа, произошедшая 4 января 1990 года около города Суккур провинции Синд, Пакистан. В результате катастрофы погибли 307 человек, что сделало эту аварию крупнейшей аварией на железнодорожном транспорте в Пакистане.
Пассажирский поезд, передвигавшийся по маршруту Мултан — Карачи длиной 500 миль, состоял из 16 вагонов, в которых ехали значительно больше 1 408 человек, максимальной пассажировместимости состава. Поезд должен был пройти через деревню Санги, но неверно выставленное направление стрелки отправило поезд на запасной путь, где стоял  пустой грузовой состав. Перед столкновением скорость пассажирского поезда составляла  не менее 35 миль/ч (55 км/ч).
В результате первые три вагона были уничтожены, следующие два сильно повреждены. Следствие установило, что работники железнодорожного транспорта несут «прямую ответственность» за катастрофу. Трём дежурным на станции Санги были предъявлены обвинения в непредумышленном убийстве.